# 나에게 조건은 없다
"나에게 조건은 없다"는 1971년 공개된 대한민국의 영화이다.

## 배역
- 김희라
- 문희
- 최불암
- 박노승
- 임지성
- 장혁
- 석인수
- 이예민
- 전숙
- 박동용
- 주철한
- 임성포
- 윤규열
- 권귀옥
- 김영복